# Adam Stanley Renders
Adam Stanley Renders (nom de famille souvent enregistré comme Render ; 1822-1881) est un chasseur, prospecteur et commerçant germano-américain d'Afrique australe.

## Liminaire
Renders est généralement considéré comme le premier Européen à avoir vu la cité médiévale du Grand Zimbabwe, dont il a découvert les ruines par hasard en chassant le gros gibier en 1867. Il a ensuite guidé l'explorateur et géographe Karl Mauch lors de la première expédition archéologique sur le site en 1871, et a également découvert des mines d'or préhistoriques dans la région.

## Biographie
Né en Prusse en 1822, Renders a vécu aux États-Unis depuis sa petite enfance jusqu'à environ 1842, date à laquelle il a émigré au Natal en Afrique du Sud. Il a rejoint les Voortrekkers boers et aurait combattu avec eux contre les Britanniques lors de la bataille de Boomplaats en 1848. La même année, Renders se serait installé à Zoutpansberg, dans le nord-est du Transvaal. Il a épousé la fille de Willem Andries Petrus Pretorius, Elsje Magdalina Josina Pretorius, et a chassé et commercé des deux côtés de la rivière Limpopo. Au cours d'un de ses voyages de chasse au gros gibier au nord du fleuve en 1867, il est tombé par inadvertance sur les ruines du Grand Zimbabwe, une ville médiévale fortifiée abandonnée depuis des siècles ; les spécialistes s'accordent à dire qu'il est le premier homme blanc à voir cet endroit.
Renders a abandonné sa femme et ses quatre enfants (Helena Barendina Norbetta Renders 1863-1889, Jan Adam Renders 1864- ?, Willem Andries Petrus Renders 1866-1943 et Hendrik Jacobus Renders 1869-1947) en 1868 à la suite d'une série de querelles. Il déménagea au nord du Limpopo et " devint autochtone ", vivant à environ 20 kilomètres au sud-est du Grand Zimbabwe avec la fille d'un chef local pour le reste de sa vie. Il ne fit apparemment pas beaucoup d'efforts pour signaler sa découverte du Grand Zimbabwe aux autres Occidentaux. Continuant à explorer la région de manière informelle, il trouva un certain nombre d'anciennes mines d'or,.
En 1871, Renders a accueilli l'explorateur et géographe allemand Karl Mauch, qui avait entendu parler du Grand Zimbabwe et était venu dans la région dans l'espoir de faire la première étude archéologique. Mauch est resté avec Renders pendant neuf mois, faisant un certain nombre d'excursions d'étude aux ruines au cours de cette période. En contraste frappant avec Renders, Mauch a envoyé des descriptions flamboyantes du site à la presse d'outre-mer, affirmant que le site était une réplique du Temple de Salomon et qu'il avait trouvé la terre d'Ophir décrite dans la Bible. En tant que premier occidental à faire un rapport sur le Grand Zimbabwe, c'est à Mauch que revient le mérite de sa découverte. Renders est mort dans l'obscurité en 1881.
Le Grand Zimbabwe est inscrit au patrimoine mondial de l'UNESCO depuis 1986,.